# Ommatius tarchetius
Ommatius tarchetius là một loài ruồi trong họ Asilidae. Ommatius tarchetius được Walker miêu tả năm 1849. Loài này phân bố ở vùng nhiệt đới châu Phi.